# تنظيم القاعدة في البوسنة والهرسك
تنظيم القاعدة في البوسنة والهرسك هو فرع لتنظيم القاعدة مقره في البوسنة والهرسك تم تشكيله خلال حرب البوسنة والهرسك في عام 1992. خلال حرب البوسنة والهرسك تألف التنظيم من مجاهدو البوسنة وهي مفرزة تطوعية في جيش جمهورية البوسنة والهرسك. عملت المجموعة من خلال الهيئة العليا لجمع التبرعات لمسلمي البوسنة والهرسك.

## الأصول
بدأت عمليات تنظيم القاعدة في البوسنة والهرسك عام 1993 بقيادة أيمن الظواهري. في بداية حرب البوسنة والهرسك لجأ الرئيس آنذاك علي عزت بيغوفيتش إلى العالم الإسلامي لدعم جهود حرب البوسنة والهرسك. كان عزت بيغوفيتش من أشد المدافعين عن الحكم الإسلامي وصرح في عام 1970 أن «الحركة الإسلامية يجب أن تتولى السلطة السياسية ويمكن أن تتولى السلطة بمجرد أن تكون قوية أخلاقيا وعدديا بحيث لا يمكنها فقط تدمير القوة غير الإسلامية القائمة ولكن أيضا لبناء حتى قوة إسلامية جديدة». جلبت دعوة مساعدة العالم الإسلامي معها أسلحة وأموال وتدفق مئات المقاتلين الأجانب العديد منهم من المجاهدين الأفغان الذين قاتلوا ضد السوفييت. جاء ما يقرب من 5000 مقاتل أجنبي إلى البوسنة والهرسك كثير منهم قدموا من باكستان بعد أن طردت حكومتهم مقاتلين سابقين من المجاهدين في المقاومة الأفغانية. بالإضافة إلى مقاتلي المقاومة الأفغانية جاء العديد من المتطوعين الأجانب من أوروبا حيث كانت مدريد بإسبانيا مركز للتجنيد في أوروبا. جند أبو دحداح العديد من المقاتلين عبر مسجد أبو بكر.
وزُعم أنه بين عامي 1993 و 1996 كان يُعتقد أن زعيم تنظيم القاعدة أسامة بن لادن قد زار معسكرات في البلاد بجواز سفر بوسني. وفقا لمجلة دير شبيجل الألمانية فقد زار أسامة بن لادن البوسنة والهرسك في عام 1993 والتقى بعزت بيغوفيتش. قام تنظيم القاعدة من خلال مؤسسة خيرية مقرها فيينا مرتبطة ببن لادن (وكالة إغاثة العالم الثالث) بتوجيه مساهمات بملايين الدولارات للبوسنيين وتدريب المجاهدين على الذهاب والقتال في البوسنة والهرسك واحتفظت بمكتب في العاصمة الكرواتية المجاورة زغرب.

## الصراع
المقاتلون المجاهدون الأجانب أثناء حرب البوسنة والهرسك خدموا في لواء مجاهدو البوسنة. ساعدت التجربة في البوسنة والهرسك على عولمة عقلية المجاهدين ووفقا لعضو سابق في تنظيم القاعدة ظهر العديد من قادة تنظيم القاعدة الموهوبين من هذا الصراع بعد أن طوروا مشاعر معادية للغرب ومعادية للعولمة.

## فيما بعد
بعد الحرب أعاد تنظيم القاعدة تأسيس علاقاته في البوسنة والهرسك من خلال منظمة الهيئة العليا لجمع التبرعات لمسلمي البوسنة والهرسك الخيرية. كانت المنظمة مرتبطة بشكل وثيق وتمولها الحكومة السعودية ولهذا السبب أعلن قاض أمريكي أنها محصنة بعد هجمات 11 سبتمبر عام 2001 وخلص إلى أنها هيئة تابعة للحكومة السعودية. في عام 2002 قامت وزارة المالية في اتحاد البوسنة والهرسك بمداهمة مكاتب اللجنة الأمنية العليا وعثرت على وثائق دفعتهم إلى الاعتقاد بأن اللجنة الأمنية العليا كانت «واجهة للأنشطة المتطرفة والإرهابية». وفي العام نفسه قُتل وليام جيفرسون الموظف في الوكالة الأمريكية للتنمية الدولية. وكان من بين المشتبه بهم أحمد زهير حنظلة المرتبط بالهيئة العليا لجمع التبرعات لمسلمي البوسنة والهرسك.
في عام 1996 اكتشفت وكالة الأمن القومي الأمريكية من خلال أجهزة التنصت على المكالمات الهاتفية أن الأمير سلمان قام بتمويل المتشددين الإسلاميين من خلال المنظمات الخيرية. وذكر تقرير لوكالة المخابرات المركزية من العام نفسه أن «وكالة المخابرات المركزية لديها أدلة على أن حتى كبار المسؤولين في المنظمات الخيرية ومجالس الإشراف في المملكة العربية السعودية والكويت وباكستان مثل تلك التابعة للهيئة العليا لجمع التبرعات لمسلمي البوسنة والهرسك يشاركون في أنشطة غير مشروعة بما في ذلك دعم الإرهابيين».
قال رونالد جاكارد أن غالبية مسؤولي الهيئة العليا لجمع التبرعات لمسلمي البوسنة والهرسك دعموا أسامة بن لادن. على الرغم من مشاركتها في أعمال خيرية مشروعة فقد استخدمت الهيئة العليا لجمع التبرعات لمسلمي البوسنة والهرسك طابعها الخيري لإرسال البضائع والمخدرات والأسلحة غير المشروعة إلى البوسنة والهرسك. في مايو 1997 كتب تقرير عسكري فرنسي أن «الهيئة العليا لجمع التبرعات لمسلمي البوسنة والهرسك تحت غطاء المساعدات الإنسانية تساعد في تطوير أسلمة دائمة للبوسنة والهرسك مما يؤثر على شباب البلاد. ومن شأن النهاية الناجحة لهذه الخطة أن تمنح الأصولية الإسلامية مكانة ممتازة في أوروبا وغطاء لأعضاء منظمة بن لادن».
وقع هجوم إرهابي في موستار في عام 1997 ونفذه حنظلة وشركاؤه المرتبطون أيضا بالهيئة العليا لجمع التبرعات لمسلمي البوسنة والهرسك. تمكنوا من الفرار ولكن تم القبض على حنظلة بعد هجمات 11 سبتمبر واحتجز في معتقل غوانتانامو. خدم اثنان على الأقل من خاطفي الطائرات في 11 سبتمبر وهما خالد المحضار ونواف الحازمي كانوا في البوسنة والهرسك.
في أواخر عام 2001 نفذت القوات الخاصة الأمريكية غارة على مقر الهيئة العليا لجمع التبرعات لمسلمي البوسنة والهرسك المحلي في إليجا إحدى ضواحي سراييفو. تم العثور في وثائق المداهمة أدلة حول كيفية تزوير بطاقات هوية مكتب وزير الخارجية الأمريكي فضلا عن المخطوطات والملاحظات حول الاجتماعات مع بن لادن. كما تم إغلاق جبهات أخرى لتنظيم القاعدة مثل وزير (خليفة مؤسسة الحرمين الخيرية) وصندوق الإغاثة العالمي.
كشفت غارة بوسنية على مؤسسة الحرمين الخيرية وهي منظمة مرتبطة بالجماعة الإسلامية في مصر التي عملت عن كثب مع تنظيم القاعدة شرائط تدعو إلى شن هجمات على قوات حفظ السلام في البوسنة والهرسك. كما داهمت الشرطة البوسنية مكاتب مؤسسة الخير الدولية وعثرت على أسلحة وأدلة عسكرية وجواز سفر مزور وصور لبن لادن. الأدلة التي كشفتها السلطات البوسنية في مكتب مؤسسة الخير الدولية في 19 مارس 2002 أدت إلى اعتقال منيب زاهراغيتش رئيس الفرع البوسني وإنعام أرناؤوط.